# 創古仁波切

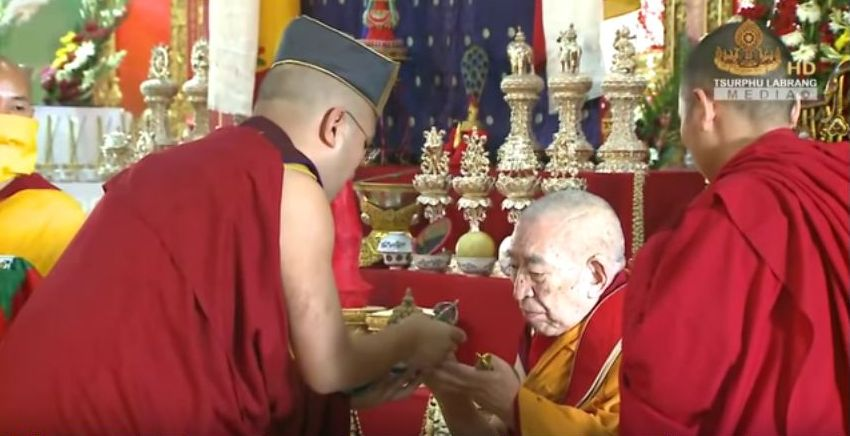
17th Karmapa performs Long Life Offering to Kenchen Thrangu Rinpoche

創古仁波切（藏語：ཁྲ་འགུ་，威利转写：Khra-'gu），藏傳佛教噶舉派的祖古傳承之一，世代擔任創古寺住持。現今為第九世創古仁波切。

## 第一世創古仁波切
第一世創古仁波切，為第七世噶瑪巴噶瑪巴·秋扎嘉措的弟子，相傳他是蓮花生大士25個大成就弟子中的「巴機聖紀」所轉世。第七世噶瑪巴建立創古寺後，交由他住持，並建立轉世傳承。

## 第九世創古仁波切
第九世創古仁波切（1933年11月27日—2023年6月4日），生於西藏康區，由第十六世噶瑪巴讓炯日佩多傑，認證他為創古仁波切轉世。達賴喇嘛給與他噶舉堪布的稱號，第十六世噶瑪巴伍金赤列多傑賦予他堪千（意為大堪布）的頭銜。
2000年，第十七世噶瑪巴離開西藏，到達印度時，達賴喇嘛召集各派上師，共同推舉創古仁波切擔任第十七世噶瑪巴的總經教師。

## 外部連結
- 第九世堪千創古仁波切略傳 （页面存档备份，存于）
- 創古仁波切